# Lee Hyori
Lee Hyo-ri (sinh ngày 10 tháng 5 năm 1979) là một nữ ca sĩ, nhà sản xuất âm nhạc, nhà hoạt động, nữ diễn viên và người dẫn chương trình truyền hình người Hàn Quốc. Được mệnh danh là "Cô tiên quốc dân" trong khoảng thời gian tham gia chương trình Family Outing, cô đã ra mắt với tư cách là thành viên của nhóm nhạc nữ Hàn Quốc Fin.K.L, nhưng đã trở thành một nghệ sĩ solo. Vào năm 2003, cô phát hành album solo đầu tay Stylish và đã giành được nhiều giải thưởng Nghệ sĩ của năm. Vào năm 2006, Hyo-ri là nữ ca sĩ có thu nhập cao nhất ở Hàn Quốc khi cô ký hợp đồng với Mnet Media.

## Sự nghiệp solo
Kể từ khi tách khỏi nhóm nhạc nữ Fin.K.L và phát triển sự nghiệp đơn ca solo từ năm 2003, Lee Hyori đã nhanh chóng trở thành một trong những tên tuổi nóng nhất trên sân khấu nhạc trẻ Hàn Quốc.
Lee hấp dẫn khán giả trẻ bởi phong cách biểu diễn gợi cảm, vẻ đẹp khoẻ khoắn được thể hiện trọn vẹn trên các tạp chí thời trang, âm nhạc hàng đầu của Hàn Quốc cùng những video clip nóng bỏng. Chính vì vậy, báo giới châu Á không ngần ngại tặng ngay cho cô biệt danh "Britney Spears của châu Á".
Hiện nay, Lee Hyori được xem là một trong những nữ ca sĩ giàu có nhất xứ sở kim chi. Tháng 11 năm ngoái, Lee đã ký hợp đồng ba năm với hãng giải trí M-Net và trở thành "nữ nghệ sĩ đắt giá nhất Hàn Quốc".
Sau hợp đồng này, Lee đã lao vào làm việc, cô xuất hiện trên rất nhiều tạp chí, tham gia một bộ phim truyền hình (Like these love cùng Lee Dong Gun) và tung ra single mới nhất, Toc Toc Toc, vào ngày 25/2 vừa rồi. Ngay khi Toc Toc Toc được phát trên sóng SBS, ca khúc sôi động này đã chiếm được cảm tình của các fan nhạc trẻ.
Cùng với việc trở lại sân khấu nhạc trẻ, Lee Hyori còn hứa hẹn sẽ mang đến một hình ảnh mới - trong sáng, dễ thương khác hẳn thương hiệu "cô nàng sexy" mà báo giới vẫn gán cho cô bấy lâu nay.

### Sự trở lại của Hyori 2020 với SSAK3
Vào ngày 15 tháng 5 năm 2020, Lee tuyên bố rằng cô đã ký hợp đồng với ESteem Entertainment
, với tư cách là người mẫu. Ngày 18 tháng 7 nhóm nhạc mới ra đời với các thành viên Hyori, Bi Rain, MC quốc dân Yoo Jae Suk cùng cái tên mới toanh SSAK3. Các thành viên đều có nghệ danh hoàn toàn mới Hyori với Linda G, Rain là B-Ryong và Yoo Dragon (Jaesuk). Trước khi ra mắt nhóm đã cover lại "Downtown Baby" của BLOO và giúp ca khúc vươn lên thứ hạng cao trên các bảng xếp hạng âm nhạc. Ca khúc mới toanh của nhóm là "Beach Again" (tiếng Hàn: 다시 여기 바닷가) đã đánh bại "How You Like That" của BLACKPINK  và "Maria" của Hwa Sa trên các bảng xếp hạng âm nhạc số. Và các thành viên cũng có ý định tổ chức các hoạt động solo trong tương lại không xa.

## Đời tư
Cô tuân thủ theo chế độ ăn chay do quan điểm đạo đức cá nhân và niềm tin vào sức khỏe, là người ủng hộ phúc lợi và quyền lợi cho động vật. Năm 2012, cô cho xuất bản cuốn sách ảnh về cuộc sống đời thường với chú chó Soonshim mà cô nhận nuôi từ trung tâm cứu trợ động vật. Trong cuốn sách, cô chia sẻ những suy nghĩ về quyền động vật và các trung tâm cứu trợ động vật cũng những cảm nghĩ về việc mặc đồ lông thú thật.
Cô kết hôn với nhạc sĩ Lee Sang-soon, tay chơi guitar trong ban nhạc rock Roller Coaster vào ngày 1 tháng 9 năm 2013 tại căn nhà nghỉ dưỡng của cả hai ở Hallasan trên đảo Jeju. Hai người đều là thành viên của một nhóm bảo vệ quyền động vật và bắt đầu hẹn hò sau khi hợp tác với nhau tháng 7 năm 2011 bằng một ca khúc mà Lee Hyori thu âm nhằm ủng hộ các trại cứu trợ động vật.

## Album
Album đầu tiên trong sự nghiệp solo của Lee là Stylish E và đạt lượng tiêu thụ hơn 170.000 bản chỉ tính riêng tại Hàn Quốc. Với một tạo hình hoàn toàn khác - khoẻ khoắn cùng nước da bánh mật hấp dẫn, và một phong cách biểu diễn gợi cảm - Lee Hyori đã chinh phục được các fan yêu nhạc trẻ. Album này cũng mang về cho Lee giải thưởng âm nhạc danh giá nhất, giải Daesangs cùng hơn 7 giải thưởng "Nữ nghệ sĩ của năm" khác.
Album solo thứ hai mang tên Dark Angel của Hyori được thực hiện và tung ra hồi tháng 2/2006. Tuy nhiên, album này không được đánh giá cao, nếu không nói là khá "chìm" nếu như không có vụ scandal đĩa đơn Get Ya của cô bị kiện sao chép lại Do Something của Britney Spears.
Album vol3 It's Hyorish phát hành năm 2008 tạo nên tiếng vang lớn,khẳng định một lần nữa vị trí Nữ hoàng Kpop của Hyori.Với hai ca khúc được trích ra từ album để quảng bá là "U-Go-Girl" và "Hey!Mr.Big" đã trở thành những hit lớn trong năm.
Album vol4 "H-Logic" đánh dấu sự trở lại của "Hiệu ứng Hyori" vào năm 2010 với phong cách thời trang mà âm nhạc đầy cá tính và mới lạ. Các ca khúc trong album được yêu thích và đón nhận nồng nhiệt, đặc biệt với Chit Chitty Chitty Bang Bang là ca khúc chủ đề, Hyori đã công phá tất cả các bảng xếp hạng âm nhạc tại Hàn khi vừa tung ra album.
Album vol5 của Lee Hyori "Monochrome" phát hành tháng 5 năm 2013 đã đánh dấu sự trở lại của cô sau 3 năm vắng bóng trên sân khấu ca nhạc. Hyori lại một lần nữa thể hiện sức hút của mình với ca khúc chủ đề là "Bad Girls" và "Miss Korea". Cũng giống như những ca khúc trước "Bad Girls" tiếp tục tạo nên làn sóng mới. Ca khúc cùng album đã nhận được nhiều giải ở các bảng xếp hạng trong nước cũng như ngoài nước.

## Diễn xuất
Trong năm 2007, Lee Hyori hồ hởi và hứa hẹn một sự trở lại màn ảnh nhỏ ấn tượng với vai trò một diễn viên trong bộ phim truyền hình If In Love... Like Them cùng nam diễn viên Lee Dong Gun. Đây là bộ phim truyền hình thứ hai trong sự nghiệp của cô sau bộ phim truyền hình Cỏ ba lá của đài KBS (năm 2004) không mấy thành công. 
Năm nay, cô sẽ tham gia với tư cách khách mời seri phim On Air - một seri phim nổi tiếng của đài SBS nói về cuộc sống của người nổi tiếng và những sự thật về ngành công nghiệp giải trí Hàn Quốc.
Lee Hyori đã tham gia show truyền hình thực tế "Family outing season 1 (2009)" với vai trò là thành viên chính thức cùng với những nghệ sĩ khác. Ngoài ra cô còn tham gia những show thực tế khác với vai trò là khách mời như "Running man (2010)", "Barefoot Friends (2013)"...
Bên cạnh đó, Cô tiên quốc dân cũng tham gia nhiều chương trình truyền hình, những buổi phỏng vấn như "Happy Together"... Tuy nhiên gần đây Lee Hyori cho biết do bản thân cũng đã có tuổi nên cô từ chối tham gia hát trên sân khấu mà thay vào đó có lẽ Hyori vẫn tiếp tục sự nghiệp với một cách thoải mái hơn đó là tham gia show với vai trò là khách mời.
Những dự án tương lai của cô hiện tại chưa được tiết lộ.